# Astronidium kasiense
Astronidium kasiense là một loài thực vật thuộc họ Melastomataceae. Đây là loài đặc hữu của Fiji.